# Тиру д’Арконвиль, Мари-Женевьева-Шарлотта
Мари-Женевьева-Шарлотта Дарлю́, в замужестве Тиру́ д’Арконви́ль (17 октября 1720 г. — 23 декабря 1805 г., Париж) — французская писательница и химик. Была средоточием литературного салона; написала много исторических и моральных произведений.

## Биография
Родившись в семье богатого генерального откупщика Дарлю, Мари-Женевьева-Шарлотта в возрасте 14 лет стала супругой Луи-Лазара Тиру д’Арконвиля, советника парижского парламента, затем президента одного из бюро расследований, и проявляла очень сильную тягу к знаниям.
Будучи обезображена оспой в возрасте 23 лет, она надела старушечью одежду и стала вести жизнь набожной женщины, при этом посвящая себя радостям умственного труда. В эпоху, когда общительность и салонные развлечения играли во Франции большую роль, она предпочла им искусство и природу.
И в изображениях, и в описаниях госпожа д’Арконвиль предпочитала грустные и мрачные сюжеты всем другим и заказала известному художнику мраморную статую, изображающую Меланхолию. Она успешно занималась историей, физикой, химией (ежедневные эксперименты, преимущественно посвящённые гниению, с 1755 по 1763 гг., дополняющие работы Джона Прингла), естественной историей и медициной. При своей любви ко всему, связанному с интеллектуальными удовольствиями, она не могла не искать общения с самыми известными людьми в науке и литературе и общалась с Вольтером, чьим умом восхищалась, хотя и не выносила его насмешливого характера, и часто принимала у себя Грессе и его дядю Сент-Пале. В её обществе бывали Тюрго, Мальзерб, Монтьон и другие.
Среди людей, занимавшихся наукой, она поддерживала частые отношения с Макером, Жюссьё, Вальмоном де Бомаром, Фуркруа, Амельоном, Сажем и Госсленом. Она посещала курсы в Королевском ботаническом саду, в том числе и курсы по анатомии, на которые было допущено несколько женщин. Достаточно заполнив свой кабинет и имея в своём распоряжении доступ ко многим книгам и рукописям из королевской библиотеки, не выходя из дома, она писала и публиковала, при этом всегда сохраняя анонимность, различные произведения и переводы с английского языка.
В принадлежавшем ей доме в Медоне госпожа д’Арконвиль организовала что-то вроде лечебницы с несколькими койками для больных, которые лечились за свой счёт. Она продала этот дом в начале Революции, врагом которой объявила себя с самого начала и в ходе которой лишилась одного из троих сыновей, генерал-лейтенанта полиции Тиру де Крона. Должно быть, в старости мадам д’Арконвиль сожалела, что доверилась ассигнатам, будучи ровесницей системы Ло, от которой, возможно, также пострадала до и после своего бракосочетания.
До самого преклонного возраста она сохраняла живость воображения и молодость духа. На исходе жизни она написала «Воспоминания», представляющие собой сборник из тринадцати рукописных томов.

## Научные работы

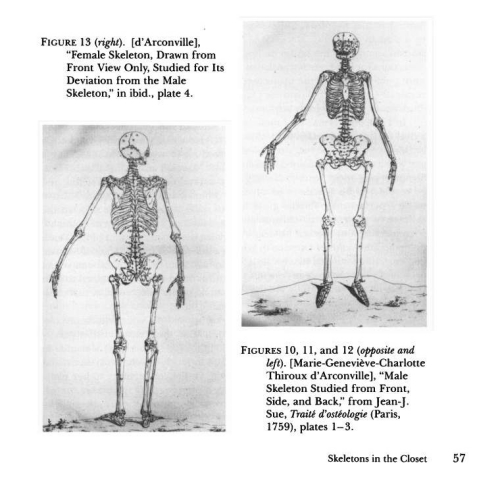
Гравюры, отражающие различие пропорций женского и мужского скелетов

Первое её научное произведение — перевод «Трактата по остеологии» Александра Монро (1759 г.). В противоположность Монро, считавшему единственным способом изучения анатомии работу непосредственно на трупах, она добавила в книгу около тридцати гравюр, изображающих скелеты, в том числе женский скелет.
«Эти гравюры, драгоценные по своей красоте, превосходят все известные до настоящего времени».
Как писала дАрконвиль, «хорошо сделанные анатомические гравюры, то есть верно скопированные с натуры, могут быть очень полезными в некоторых случаях, при том, что всегда, когда это возможно, следует отдавать предпочтение самой природе». Эти изображения «помогают преодолеть отвращение, которое естественно ощущается при изучении таких безобразных объектов, как скелеты».
Также она включила в книгу оглавление, показывающее порядок глав в произведении, видоизменённый ею, посвящение Монро, длинное вступление, пояснительные заметки и комментарии. Оригинал является произведением скромного объёма без иллюстраций, тогда как французский перевод представляет собой два огромных тома с иллюстрациями, по размеру страниц в шестнадцать раз превосходящие оригинал.
Желая сохранить анонимность по причине общественного риска, которому подвергались авторы-женщины, она решает не публиковать произведение под своим именем:
«Легко понять, что создание этого произведения заняло много времени. Когда в 1759 г. работа была закончена, я решила, не желая быть узнанной, что необходимо дать этому произведению автора. Мой выбор пал на хирурга, который находился у меня в доверии и у которого был сделан 31 рисунок, поскольку он следил за их точностью и сам очень хорошо рисовал»
.
С 1755 по 1763 гг в своей лаборатории в Кроне мадам д’Арконвиль занимается изучением процессов гниения, в чём видит «ключ ко всем физическим наукам» и основу естественной истории. Её программа исследований включает гуманитарную часть с обзором по теме сохранения пищевых продуктов и более теоретическую часть: она намеревается исследовать превращение материи.
Она проводит несколько сотен экспериментов по сохранению субстанций, подверженных гниению (мяса, рыбы, яиц, молока), ведя строгий протокол. Каждый день она отмечает степень разложения образцов продуктов, а также внешние условия.
«Я находилась за городом, в нескольких льё от Парижа. Лаборатория, где я проводила эксперименты, располагалась на первом этаже, широкий ров, наполненный водой, омывал одну из стен лаборатории. С этой же стороны находилось окно, выходящее на юг, напротив него другое, выходящее соответственно на север. Это место достаточно влажное».
Главным выводом её работы стало то, что способ сохранения продуктов заключается в предупреждении контакта с окружающим воздухом. Также её работы доказали эффективность хины в качестве антисептика, способного замедлить процесс гниения. Это заключение по поводу хины соответствовало работам врача Джона Прингла из Королевского общества (чьи труды она переводила в 1755 г.). В то же время она не соглашается с ним в отношении предполагаемых свойств ромашки: её опыты противоречат работам Джона Прингла.
Её работы цитировались при её жизни:
- химиком Антуаном-Франсуа Фуркруа, который впервые оценил по достоинству её работу, поставив её в один ряд с Гейлсом, Принглом, Мак-Брайдом, Боме за её экспериментальные исследования гниения[7][8];
- Пьером Жозефом Макером в его «Словаре по химии»[9];
- ирландским химиком Вильямом Хиггинсом (1799).

После её смерти её работы продолжали цитировать в учебниках по медицине и медицинской химии до открытия Пастером роли микроорганизмов.

## Цитата
«Проявляют ли они (женщины) острый ум? Если их произведения плохи, их освистывают; если они хороши, у них их крадут; им остаётся только в насмешку называться их авторами».

## Произведения

### Переводы
- Avis d’un Père à sa Fille (Совет отца дочери), 1756 г. — перевод с английского лорда Галифакса.
- Leçons de chimie (Уроки химии), 1759 г. Перевод с английского книги Питера Шоу. Тиру д’Арконвиль исправила ошибки оригинала и добавила к опыту английской медицины открытия, сделанные с того времени, как эти уроки были опубликованы в Англии, до появления французского перевода. В начале произведения она поместила вводную часть, где описывает зарождение и развитие химии.
- Romans (Романы), 1761 г. Перевод с английского романов Литтлтона и Афры Бен.
- Mémoires de Mademoiselle de Falcourt (Воспоминания мадемуазель де Фалькур) — роман серьёзного жанра.
- Amynthon et Thérèse (Аминтон и Тереза).
- Mélanges de Poésies Anglaises, traduits en français (Сборник английской поэзии, переведённой на французский язык), 1764 г.

### Очерки
- De l’Amitié (О дружбе), 1761 г. Не только д’Арконвиль обращалась к теме дружбы в целом, но ей удалось придать новый интерес этой теме, охарактеризовав различные разновидности дружбы.
- Traité des passions (Трактат о страстях), 1764 г.
- Essai pour servir à l’histoire de la putréfaction (Очерк об истории гниения), 1766 г. Это произведение — плод её экспериментов и наблюдений.
- Méditations sur les tombeaux (Размышления на могилах).
- Mélanges de littérature, de morale et de physique (Сборник по литературе, морали и физике), 1775 г. В конце этого сборника находятся две театральные пьесы, ей не принадлежащие; одна из них — «Абдолоним» Фонтенеля, другая — трагедия под заглавием «Людовик IX», сочинённая секретарём Луи-Лазара Тиру д’Арконвиля, писателем по фамилии Россель, который, предприняв за свой счёт издание семи томов сборника, счёл уместным добавить к нему эти две пьесы.
- Pensées et réflexions morales sur divers sujets (Нравственные мысли и раздумья о различных предметах), 1760 г., переизданы в 1766 г.

### Романы
- Dona Gratia d’Ataïde, comtesse de Ménessés, histoire portugaise (Дона Грациа д’Атаид, графиня Менесес, португальская история). 1770 г.
- Estentor et Thérisse (Эстентор и Терисс).
- L’Amour éprouvé par la mort (Любовь, испытанная смертью), 1763 г.
- Les Malheurs de la jeune Émilie (Несчастья юной Эмили).
- Les Samiens, сказка.
- L’amour éprouvé par la mort, ou Lettres modernes de deux amans de Vieille-Roche (Любовь, испытанная смертью, или Новые письма двух влюблённых из Вьей-Рош), 1763 г. Цель этого романа — показать, в какие заблуждения нас вводят страсти и к каким пагубным последствиям это ведёт.
- Mémoires de M-lle de Valcourt (Воспоминания мадемуазель де Валькур), 1767 г. Воспоминания счастливой простушки, содержащие верно и трогательно описанные ситуации.

### Исторические сочинения
- Histoire de François II, roi de France et d’Écosse (История Франциска II, короля Франции и Шотландии), 1783 г. На основе переведённой с итальянского диссертации Суриано, посла Венеции, посвящённой этому правлению до восшествия на престол Карла IX. Несколько ошибок, ускользнувших от взгляда автора в этом произведении, исправлены вышеназванным учёным. Впрочем, он там приводит курьёзные анекдоты, и среди прочих о Екатерине Медичи, чей портрет Тиру д’Арконвиль воссоздала с большой точностью.
- Histoire de Saint-Kilda (История Сент-Килды).
- Vie de Catherine de Médicis, princesse de Toscane, reine de France et de Navarre (Жизнь Екатерины Медичи, принцессы Тосканы, королевы Франции и Наварры), 1774 г. Тиру д’Арконвиль имела возможность работать с отличными историческими материалами, в частности, с рукописями, предоставлявшими ей факты и детали, неизвестные до того времени.
- Vie du cardinal d’Ossat, с его Discours sur la Ligue (Жизнь кардинала д’Осса), 1771 г. В этом жизнеописании, любопытном и хорошо написанном, хотя и пространном, показаны все переговоры известного прелата с судом Рима с целью добиться отпущения грехов Генриху IV.

### Научные труды
- Traité d’ostéologie (Трактат по остеологии), с прекрасными гравюрами. Этот трактат, изданный под чужим именем, хотя она в действительности является автором, высоко оценён людьми искусства.